# La nebulosa
"La nebulosa" (títol original en anglès "The Cloud") és el sisè episodi de la primera temporada de la sèrie de televisió de ciència-ficció estatunidenca Star Trek: Voyager. Fou dirigit per David Livingston en base a un guió escrit per Tom Szolosi i Michael Piller, basat en una història de Brannon Braga. Aquest episodi es va emetre a UPN el 13 de febrer de 1995.
La nau espacial USS Voyager continua buscant subministraments al Quadrant Delta. En aquest episodi, la capitana Janeway diu "Hi ha cafè en aquesta nebulosa", una línia que un astronauta va tuitejar des de l'Estació Espacial Internacional el 2015.

## Argument
El registre de la Capitana Janeway indica que han passat diverses setmanes i que la tripulació s'ha convertit en una "família extensa". Neelix ha estat servint les seves receptes especials a la tripulació per ajudar a estalviar energia replicadora, però Janeway ha estat tallada del seu cafè habitual i l'alternativa de Neelix és desagradable. Després de trobar-se amb una estranya nebulosa amb signes de partícules d'òmicron, que podrien complementar les seves reserves d'energia que s'esgoten ràpidament, Janeway ordena a la nau que entri a la nebulosa. De camí, Janeway i Chakotay discuteixen la manca d'un conseller de la nau i l'efecte que podria tenir sobre la moral. A mesura que la nau travessa el núvol, es troba amb una barrera d'energia natural que els manté a 7000 km de les partícules que necessiten. L'alferes Kim activa els propulsors per trencar la barrera, que es tanca darrere seu.
A mesura que la nau s'endinsa més a la nebulosa, troba problemes: els escuts comencen a disminuir la seva energia, les reserves comencen a esvair-se i l'impuls desencadena una reacció perillosa. La «Voyager» abandona la nebulosa immediatament, però ara ha d'utilitzar un torpede fotònic per trencar la barrera. La nau ha patit danys i material no identificat de la nebulosa està adherit a la nau. B'Elanna Torres i el Doctor investiguen el material i descobreixen que és orgànic. Ara s'adonen que la nebulosa és, de fet, un organisme viu i que, en trencar la barrera, l'han lesionat.
La tripulació troba una manera de curar la nebulosa: el Doctor assenyala que té un poder regeneratiu, de manera que només necessiten ajudar. Janeway torna a portar la «Voyager» a dins per reparar els danys causats en el primer encontre. Torres intenta modificar els motors per produir un feix d'energia adequat, tot i que la nau està més esgotada que abans. A mesura que entren, les defenses naturals de la nebulosa ataquen la nau amb més intensitat, allotjant-la més profundament i més lluny de la ferida. Chakotay troba un flux d'energia a la nebulosa i creu que és un sistema circulatori. La nau arriba a la lesió utilitzant el flux, inicia la reparació i marxa mentre es cura.
En històries paral·leles, Neelix és nomenat oficial de moral de la nau; Janeway rep ajuda de Chakotay per trobar el seu guia animal del folklore nadiu americà; i Tom Paris porta Kim a "Chez Sandrine", un bistrot francès que freqüentava a la Terra i que ha recreat a la holocoberta. Després de la missió, Janeway i altres membres de la tripulació es relaxen a Chez Sandrine.

## Actors convidats
- Luigi Amodeo – El Gigoló
- Angela Dohrmann – Ricky
- Judy Geeson – Sandrine
- Larry Hankin – Gaunt Gary

## Recepció
Els crítics Lance Parkin i Mark Jones van dir que l'episodi era "gairebé ridículament senzill i previsible".
El 2017, ScreenRant va classificar "La nebulosa" com el desè episodi més esperançador de tots els episodis de "Star Trek" fins aleshores, i va dir que era la font de la frase de la capitana Janeway, "Hi ha cafè en aquesta nebulosa".
El 2017, Den of Geek va dir que l'episodi era avorrit i és una de les raons "per les quals Voyager no és el preferit de ningú".
El 2020,Keith DeCandido a Tor.com va qualificar l'episodi amb un 6 sobre 10, només lleugerament superior a la mitjana. Tot i que la trama principal sobre la suposada nebulosa, que resulta ser una forma de vida, era una història estàndard de Star Trek, DeCandido la va trobar ben executada i va agrair el noble gest de la tripulació de la Voyager en arriscar les seves reserves d'energia per reparar els danys causats davant seu. El Doctor també va proporcionar alguns grans moments de comèdia. DeCandido, però, va trobar les trames secundàries que envoltaven l'assessor animal de Chakotay i el bar hologràfic de Paris massa tòpics.

## Llançaments en vídeo
Aquest episodi es va publicar en LaserDisc a Alemanya el 1996, juntament amb "La fàgia" per 49 DEM. 1st Season vol.3  inclou "La fàgia" amb el títol alemany Transplantationen i "La nebulosa" com a Der Mysteriöse Nebel en un únic LaserDisc de doble cara de 12", amb una banda sonora d'àudio alemanya Dolby Surround.

## Connexió amb l'astronauta
El 2015, l'astronauta Samantha Cristoforetti va tuitejar la frase d'aquest episodi sobre el cafè de l'Estació Espacial Internacional, acompanyada d'una imatge d'ella amb un uniforme de Star Trek. L'estació rebia un enviament de subministraments, inclòs cafè, en una nau espacial de càrrega Dragon. La nau espacial portava la màquina ISSpresso que permetria fer begudes de cafè a bord de l'Estació Espacial. El tuit anava acompanyat del fet que ella portava un uniforme de Star Trek.
Cristoforetti va ser la primera dona italiana a l'espai i va batre rècords amb gairebé 200 dies a l'espai; va ser guardonada amb l'Ordine al merito della Repubblica Italiana.